# Potnia brunneifrontis
Potnia brunneifrontis är en insektsart som beskrevs av William D. Funkhouser. Potnia brunneifrontis ingår i släktet Potnia och familjen hornstritar. Inga underarter finns listade i Catalogue of Life.